# Брезје Дравско
Брезје Дравско (хрв. Brezje Dravsko) је насељено место у саставу општине Цестица, Вараждинска жупанија, Република Хрватска.

## Историја
До територијалне реорганизације у Хрватској био је у саставу старе општине Вараждин.

## Становништво
У попису становништва из 2011. године, Брезје Дравско је имало 209 становника.
| Број становника према пописима | Број становника према пописима | Број становника према пописима | Број становника према пописима | Број становника према пописима | Број становника према пописима | Број становника према пописима | Број становника према пописима | Број становника према пописима | Број становника према пописима | Број становника према пописима | Број становника према пописима | Број становника према пописима | Број становника према пописима | Број становника према пописима | Број становника према пописима |
| ------------------------------ | ------------------------------ | ------------------------------ | ------------------------------ | ------------------------------ | ------------------------------ | ------------------------------ | ------------------------------ | ------------------------------ | ------------------------------ | ------------------------------ | ------------------------------ | ------------------------------ | ------------------------------ | ------------------------------ | ------------------------------ |
| 1857                           | 1869                           | 1880                           | 1890                           | 1900                           | 1910                           | 1921                           | 1931                           | 1948                           | 1953                           | 1961                           | 1971                           | 1981                           | 1991                           | 2001                           | 2011                           |
| 108                            | 114                            | 144                            | 161                            | 177                            | 217                            | 243                            | 252                            | 301                            | 308                            | 298                            | 285                            | 279                            | 236                            | 231                            | 209                            |

Напомена: До 1900. исказивано под именом Брезје.

### Попис1991.
У попису из 1991. године, Брезје Дравско је имало 236 становника.

### Попис1910.
| Брезје Дравско                                         | Брезје Дравско                      |
| ------------------------------------------------------ | ----------------------------------- |
| језик                                                  | вера                                |
| укупно: 217 хрватски 216 (99,53%) словеначки 1 (0,46%) | укупно: 217 Римокатолици 217 (100%) |